# إستيبان بوستوس
استيبان بوستوس (بالإسبانية: Esteban Bustos) هو رياضي خماسي تشيلي، ولد في 17 ديسمبر 1992 في سانتياغو في تشيلي.

## وصلات خارجية
- إستيبان بوستوس على موقع الاتحاد الدولي للخماسي الحديث (الإنجليزية)
- إستيبان بوستوس على موقع أوليمبيديا (الإنجليزية)